# Турция на зимних Олимпийских играх 1960
Турция принимала участие в зимних Олимпийских играх 1960 года в Скво-Вэлли (США) в четвёртый раз за свою историю, но не завоевала ни одной медали.

## Состав сборной
Страну представляли два спортсмена (оба — мужчины), выступивших в соревнованиях по горнолыжному спорту. Самым младшим участником сборной был 23-летний Зеки Шамилоглу, самым старшим — 27-летний Музаффер Демирхан.

## Результаты

### Горнолыжный спорт
Соревнования прошли с 20 по 26 февраля на горнолыжном курорте Скво-Вэлли и одновременно считались соревнованиями 16 чемпионата мира по горнолыжному спорту.
| Спортсмен         | Соревнование      | 1 спуск | 1 спуск | 2 спуск          | 2 спуск | Результат         | Результат |
| Спортсмен         | Соревнование      | Время   | Место   | Время            | Место   | Время             | Место     |
| ----------------- | ----------------- | ------- | ------- | ---------------- | ------- | ----------------- | --------- |
| Музаффер Демирхан | скоростной спуск  |         |         |                  |         | дисквалифицирован | —         |
| Зеки Шамилоглу    | скоростной спуск  |         |         |                  |         | 2:42,4            | 58        |
| Музаффер Демирхан | гигантский слалом |         |         |                  |         | дисквалифицирован | —         |
| Зеки Шамилоглу    | гигантский слалом |         |         |                  |         | 2:26,3            | 54        |
| Зеки Шамилоглу    | слалом            | 1:29,0  | 48      | 2:05,7           | 39      | 3:34,7            | 39        |
| Музаффер Демирхан | слалом            | 1:26,3  | 42      | дисквалифиирован | —       | —                 | —         |